# Anastrepha umbrosa
Anastrepha umbrosa är en tvåvingeart som beskrevs av Blanchard 1961. Anastrepha umbrosa ingår i släktet Anastrepha och familjen borrflugor. Inga underarter finns listade i Catalogue of Life.